# Кам'яниця Абреків
49°50′32″ пн. ш. 24°1′48″ сх. д. / 49.84222° пн. ш. 24.03000° сх. д.
Кам'яниця Абреків (також кам'яниця Абреківська, кам'яниця Абрекової, кам'яниця Арпковська, кам'яниця Арбковська) — житловий будинок XVII століття, пам'ятка архітектури національного значення. Розташований в історичному центрі Львова, на розі вулиці Краківської та площі Ринок.

## Історія
Перші згадки про будинок на початку вулиці Краківської датовані XIV століттям. Він належав Абрекам — львівській патриціанській родині, представники якої перебралися до Львова із Сілезії саме у XIV століття. Спершу рід мав іншу назву — Смедгаус (Smedhaus), що свідчить про його німецьке походження. На початку XV століття згадується один із членів цієї родини на ім'я Ебергард, саме від скорочення імені якого (Еберко, Аберко) походить полонізована версія прізвища — Абрек.
У середині XVI століття кам'яницею володів доктор медицини і міський райця Андрій Абрек, який ґрунтовно реконструював будівлю після пожежі, що сталася 1556 року. Після смерті доктора Абрека кам'яниця перейшла у власність його вдови, Марти Абрекової. Одного разу невідомий жартівник намалював на стіні кам'яниці карикатуру на власницю, а згодом на фасаді будинку з боку вулиці Шевської почали з'являтися карикатури і на інших мешканців міста, а також епіграми, спрямовані проти окремих міщан і магістрату. Це явище набуло масового і навіть міжнародного характеру, адже у написанні епіграм і карикатур на стінах кам'яниці Абреків почали брати участь і іноземні купці, що приїздили на львівські ярмарки. У 1601 році магістрат видав спеціальну постанову про заборону таких дій і навіть поставив під будинком нічного сторожа. Саме у цьому офіційному документі кам'яниця вперше названа Абреківською.
У 1613—1614 роках в Абреківській кам'яниці базувався штаб повсталої польської армії, яка повернулася з невдалого походу в Московію. У цьому розгромному для поляків поході солдати не змогли узяти військову здобич — основну складову своїх доходів, а платню їм вже давно не виплачували. Навесні 1613 року військо, що на той час базувалося під Львовом, повстало, відмовившись коритися королю і утворивши так звану конфедерацію. Деякий час вояки грабували околиці Львова, а у липні того ж року все ж таки зуміли потрапити до міста, де зробили своєю штаб-квартирою кам'яницю Абреків. Повстанці пробули у Львові до весни 1614 року; після їх від'їзду кам'яниця виявилася дуже пошкодженою.
Із середини XVII століття кам'яницею володіла родина Боброцьких, а у 1764 році спеціальна комісія зафіксувала аварійний стан будівлі і рекомендувала її знести. У 1767 році напівзруйновану кам'яницю придбав львівський годинникар Антон Камінський (Kamiński), один із засновників цеху годинникарів у Львові. У 1769 році він своїм коштом провів масштабну реконструкцію будівлі: старі стіні знесли, а на готичних підвалах XIV століття збудували новий будинок у стилі бароко, приєднавши до нього ще й сусідню кам'яницю Тарнавських і Валішевських.
У 1871 році кам'яницею володіла міщанка Алоїза Огарович. У 1872—1873 роках будівлю реконструювали за проектом архітектора Міхала Фехтера: був надбудований четвертий поверх, влаштовано невисокий бляшаний дах із горищними віконцями під вінцевим карнизом на фасаді. У 1889 році власниками кам'яниці були К. Анджейовський та М. Фіц.
У першій половині XX століття кам'яниця Абреків зазнала низки перебудов. Так, 1913 року за проектом архітектора Генрика Сальвера з боку вулиці Шевської був облаштований вхід із порталом на місці одного з вікон, у 1924 році цей вхід замурували, влаштувавши вхід із порталом від вулиці Краківської (на крайній осі) за проектом архітектора Леопольда Райсса, у 1939 році проведено реставрацію порталів під керівництвом архітектора А. Більбеля, а на першому поверсі влаштовано вітрини (архітектор Владислав Бляйм)

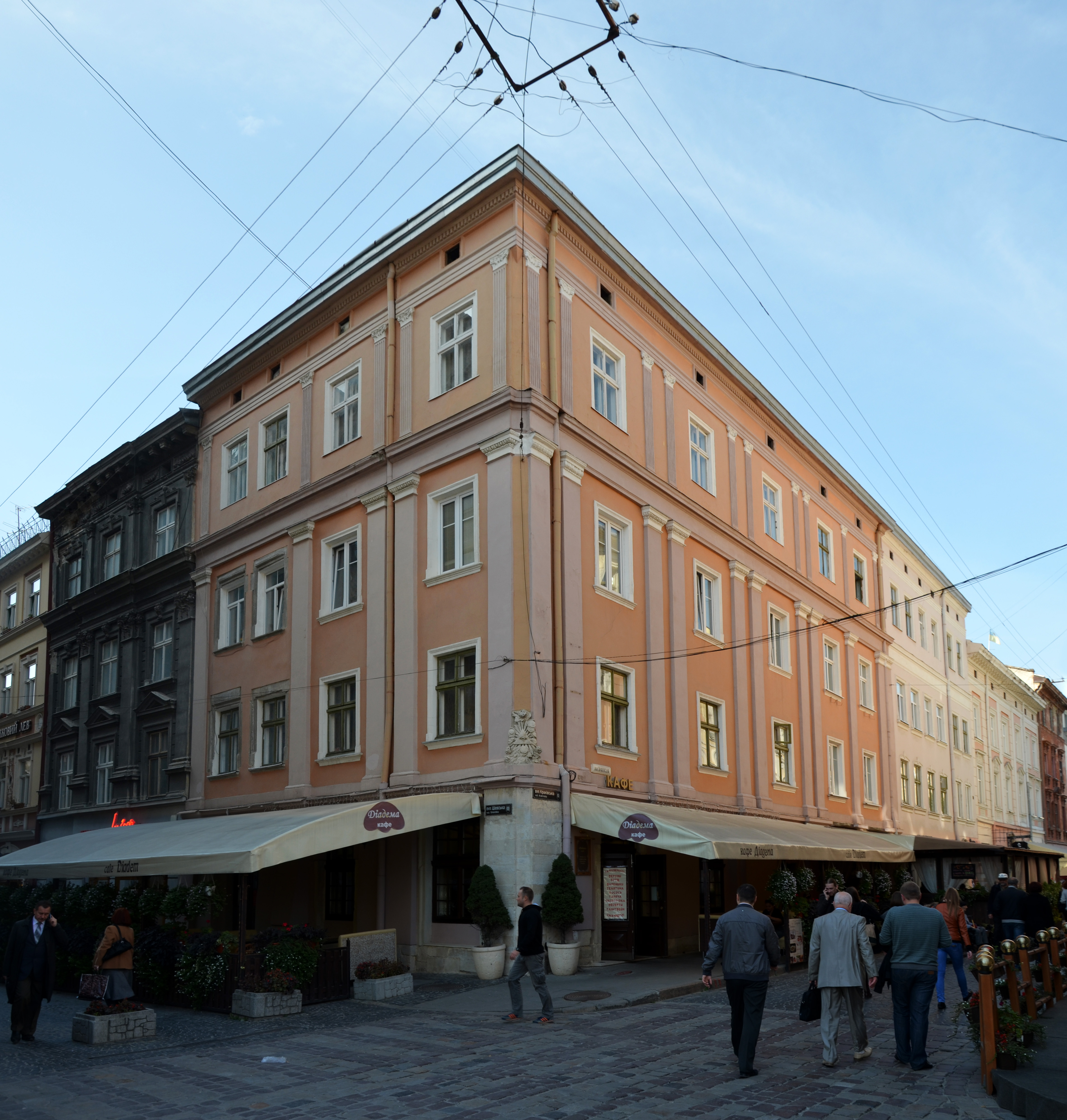
Вигляд від площі Ринок

За даними адресних книг у 1913 році у кам'яниці Абреків мешкали різні урядовці та торговці: Якуб Біндер (Binder), Юзеф Соклєр (Sokler), Ян Дзюба (Dziuba), Бетті Діманд (Dimand), Ізраель Бардах (Bardach), Шимон Маннер (Manner). На першому поверсі поверсі будинки розташовувалися магазин жіночої галантереї Хуне Шеер, магазин приправ Антона Оліярника та магазин чоловічого одягу М. Пасселя. За часів Польської республіки у кам'яниці розміщувалися магазин дамського одягу Леєра, магазин взуття «Амстердам», книгарня Арнольда Бардаха і майстерня біжутерії Порльцвайга.
Під час Другої світової війни і окупації Львова Третім Рейхом у кам'яниці Абреків була явочна квартира підпільної комуністичної організації «Народна гвардія імені Івана Франка».
Після закінчення війни будівлю знову реконструювали, цього разу змін зазнала планувальна структура будинку: ліквідували сходові клітки в обох кам'яницях і влаштували одну спільну в подвір'ї-колодязі. На першому поверсі відкрилося ательє індивідуального пошиву, у 1950-х роках тут був ремонт взуття. У 1986 році проведено реставрацію першого поверху за проектом архітектора Яреми Кушніра з інституту «Укрзахідпроектреставрація», на замовлення Львівської фабрики індпошиву і ремонту одягу.
У 2004—2005 роках відремонтували фасади і дах (архітектор Данута Кривошеєва), у 2008 році реставратор Януш Смаза з Варшави відновив скульптурну пластику «Всевидяче око» на розі будинку.
У 1963 році кам'яницю Абреків було внесено до Реєстру пам'яток архітектури та містобудування національного значення під охоронним № 354 (Постанова Ради Міністрів УРСР № 970 від 23.08.1963 р.)

## Опис
Будинок наріжний з двома чільними фасадами, чотириповерховий, цегляний, прямокутний у плані, завершений аттиком. Стоїть на готичних мурованих підвалах XIV століття, найстарішим фрагментом будівлі є південна підвальна стіна, мурована з тесаного білого каменю. Фасади кам'яниці вирішені у бароковому стилі, гладко тиньковані; фасад, що виходить на вулицю Краківську, має п'ять вікон, фасад, що виходить на вулицю Шевську — чотири. На рівні другого і третього поверхів фасади прикрашені спареними та одинарними пілястрами тосканського ордеру, на рівні четвертого поверху — коринфського. Вікна прямокутні, у профільованих білокам'яних обрамуваннях. Кут кам'яниці зрізаний і прикрашений скульптурною пластикою «Всевидяче око» над тягою, що підкреслює перший поверх. Внутрішній простір перепланований, збереглися білокам'яні барокові портали двох брам із кутими ґратками у світликах та металеві двері з I половини XIX століття.